# Barraca XXXV (Aiguamúrcia)
La Barraca XXXV és una obra d'Aiguamúrcia (Alt Camp) inclosa a l'Inventari del Patrimoni Arquitectònic de Catalunya.

## Descripció
És una barra sense pretensions de monumentalitat però sòlida i ben construïda. La seva façana principal té una alçada de 2'25m per 4'80m d'amplada. És de planta rectangular, les seves mides interiors són de 3'15m d'amplada per 2'75m de fondo.
Està coberta amb una falsa cúpula que tanca amb una llosa a 3m d'alçada. A l'interior hi podrem veure una menjadora i un "calaix". Tota la construcció està recolzada contra un marge.
A la dreta de la construcció hi ha un recer amb menjadora. A l'esquerra hi trobarem uns "pujadors" per accedir a la coberta.